# П'їнмана
П'їнмана — місто округу Мандалай в М'янмі. 
Населення — 97 400 осіб (2005).
7 листопада 2005 територія на лузі на деякому віддаленні від міста П'їнмана обрана для перенесення столиці країни. Споруджене там місто отримало назву Найп'їдо на офіційній церемонії 27 березня 2006. П'їнмана знаходиться за 320 миль на північ від Янгона, колишньої столиці М'янми.

## П'їнмана як столиця
З 7 листопада 2005 військовий уряд М'янми почав процес переносу міністерств і відомств з Янгона. Точний момент початку перенесення столиці був обраний за астрологічними міркуваннями, це було 6:36 ранку. 11 листопада другий конвой з 11 батальйонів і одинадцяти міністерств покинув Янгон (за повідомленнями газети «Бангкок Пост»).
Точна причина перенесення столиці невідома. Це можуть бути як стратегічні міркування, так і міркування внутрішньої політики або використання порад астрологів, що нерідко траплялося за історію М'янми. Перебуваючи в центрі країни, П'їнмана є менш вразливою в разі атак з моря. Крім того навколо міста можуть бути обладнані підземні сховища і укріплення на випадок повітряних бомбардувань, якщо уряд побоюється іракського сценарію конфлікту з США. Крім того, П'їнмана ближче до національних окраїн і таке положення столиці може поліпшити контроль цих територій. Під час Другої світової війни П'їнмана була укріпленим центром генерала Аун Сана.
В кінці 2005 і початку 2006 місто було закрите для відвідин іноземцями, їм не продають квитків, ночівля в готелях, у приватних осіб і в монастирях іноземним громадянам заборонена. У самому місті немає масової військової присутності, хоча в околицях міста ведуться активні роботи.

## Клімат
Місто знаходиться у зоні, котра характеризується кліматом тропічних саван. Найтепліший місяць — квітень із середньою температурою 31.1 °C (88 °F). Найхолодніший місяць — січень, із середньою температурою 22.8 °С (73 °F).
| Клімат П'їнмани         | Клімат П'їнмани | Клімат П'їнмани | Клімат П'їнмани | Клімат П'їнмани | Клімат П'їнмани | Клімат П'їнмани | Клімат П'їнмани | Клімат П'їнмани | Клімат П'їнмани | Клімат П'їнмани | Клімат П'їнмани | Клімат П'їнмани | Клімат П'їнмани |
| Показник                | Січ.            | Лют.            | Бер.            | Квіт.           | Трав.           | Черв.           | Лип.            | Серп.           | Вер.            | Жовт.           | Лист.           | Груд.           | Рік             |
| Абсолютний максимум, °C | 33              | 37              | 40              | 41              | 42              | 38              | 37              | 37              | 36              | 37              | 33              | 32              | 42              |
| Середній максимум, °C   | 30              | 32              | 36              | 37              | 35              | 31              | 30              | 30              | 31              | 31              | 31              | 30              | 32              |
| Середня температура, °C | 22              | 24              | 28              | 30              | 30              | 27              | 26              | 26              | 27              | 27              | 25              | 22              | 26              |
| Середній мінімум, °C    | 15              | 16              | 20              | 24              | 25              | 23              | 23              | 23              | 23              | 23              | 20              | 15              | 21              |
| Абсолютний мінімум, °C  | 8               | 11              | 12              | 20              | 21              | 22              | 20              | 20              | 22              | 20              | 13              | 10              | 8               |
| Норма опадів, мм        | 0               | 0               | 0               | 10              | 90              | 340             | 190             | 320             | 320             | 100             | 10              | 0               | 1420            |
| Днів з дощем            | 0               | 0               | 0               | 1               | 8               | 17              | 13              | 17              | 15              | 7               | 1               | 0               | 83              |
| Вологість повітря, %    | 60              | 52              | 50              | 52              | 67              | 81              | 85              | 86              | 84              | 80              | 74              | 68              | 70              |
| ----------------------- | --------------- | --------------- | --------------- | --------------- | --------------- | --------------- | --------------- | --------------- | --------------- | --------------- | --------------- | --------------- | --------------- |
| Джерело: Weatherbase    |                 |                 |                 |                 |                 |                 |                 |                 |                 |                 |                 |                 |                 |